# Pulex irritans
Puce de l'homme
Espèce
La puce de l'homme (Pulex irritans) est une espèce de siphonaptères, un parasite de la peau humaine.

## Caractéristiques
La puce de l'homme mesure environ de 1,6 mm à 3,2 mm et n'a pas d'ailes. Ses pattes arrière très développées lui permettent des sauts jusqu'à 30 cm de haut et 50 cm de long. Sa cuticule externe possède une très résistante couche de sclérotine qui lui donne une couleur rouge-brun foncé[réf. nécessaire].
Comme son nom l'indique, cette espèce de puce s'en prend en premier lieu à l'homme. Cependant elle peut parfois s'attaquer aux animaux qui vivent avec l'homme, comme le chat ou le chien.

## Présence
La véritable puce de l'homme est devenue rare en Europe centrale. Le plus souvent, l'homme est atteint par la puce du chien (Ctenocephalides canis) et la puce du chat (Ctenocephalides felis).

## Nutrition
La puce se nourrit de sang ; mais elle peut rester un an sans manger. La piqûre a souvent lieu dans des régions humides et chaudes du corps. Une seule puce peut piquer en général durant la nuit en une courte durée tout le corps. Généralement elle ne se nourrit qu'une fois par jour. Elle peut absorber jusqu'à vingt fois son poids. Une partie de ce sang est éliminée peu après.
Les piqûres de puce sont parfois disposées en une rangée, on parle aussi de « rue de la puce ».

## Cycle biologique

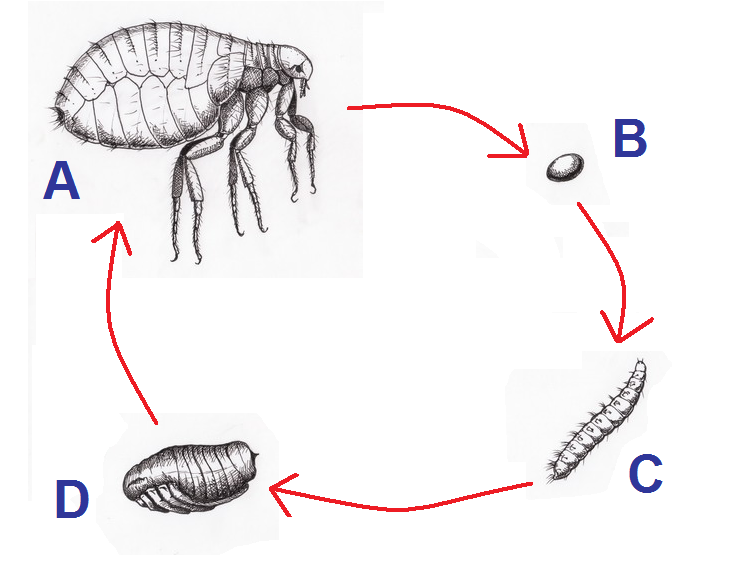
Cycle biologique de Pulex irritans

Le cycle biologique de la puce passe par les stades d’œuf (B), de larve (C), de pupe (D), d'imago (A) . Ce cycle dure de quelques semaines à huit mois.

### Ponte
La première saillie suit de 8 à 24 heures après une absorption de nourriture. Environ un jour après l'accouplement, les puces femelles commencent à pondre. Une femelle peut pondre 50 œufs par jour, de façon éparse sur le corps de l'organisme hôte. Les œufs sont mous, ovales, clairs, d'une taille d'un demi-millimètre, sans enveloppe extérieure collante, afin qu'ils puissent toujours se détacher du corps de l'hôte.

### Jeune larve
Les jeunes larves éclosent de 2 à 14 jours après la ponte et se cachent de préférence dans les tapis, les planchers, surtout dans les coins et les parties des murs à proximité du chauffage, dans les meubles capitonnés, les coussins, les paillassons et les matelas. La larve mesure 5 mm de long, est blanc, filiformes et ne peut pas aspirer.

## Nocivité
La réaction typique à une piqûre de puce est chez l'homme l'apparition de petites papules de couleur rouge, plutôt dures, légèrement enflées et provoque une démangeaison plus ou moins forte. Le grattage de ces papules peut provoquer des infections secondaires.

## La puce de l'homme comme vecteur de maladie
La puce de l'homme peut parfois transmettre par le contact avec le sang et des moyens mécaniques l'agent pathogène du typhus et de la peste. La transmission se fait par le contact des matières fécales de la puce ou par la piqûre d'une puce contaminée. En outre la puce de l'homme peut transmettre en étant l'hôte de différents vers solitaires Cestoda tels que le ténia Dipylidium caninum.
Un groupe de chercheurs de l'Université de Marseille sous la direction de Didier Raoult a défendu l'idée de la puce de l'homme à côté du pou de tête ou du pou de corps comme agent de transmission de la peste, puisque tous les parasites peuvent porter le bacille Yersinia pestis.